# アーネスト・ガロ
アーネスト・ガロ（Ernest Gallo，1909年3月18日-2007年3月6日）は、アメリカ合衆国のワイン会社、E&Jガロの創業者。カリフォルニア・ワインを世界に広めることにも尽力した。
カリフォルニア州中部モデスト近郊で生まれ、禁酒法が廃止された1933年にアルコールの醸造・販売が再びできるようになってすぐ、アーネストとジュリオ・ガロの兄弟はカリフォルニアのセントラル・ヴァレーでワイン造りを開始した。最初は倉庫を借りての創業で、簡単な醸造施設しかなかったが、地元の栽培農家との協力、そして彼らの努力により、徐々にガロは力をつけていった。ワインの安売りから事業を起こし、徹底したマーケティング戦略と物量作戦を中心に圧倒的な売り上げを誇り世界最大級のワイン会社「E&Jガロ」に発展させた。好戦的なことでも知られ、ライバルにとっては最大の敵でもあった。2007年、モデストの自宅で死去。97歳だった。